# Ulugombakia platytarsus
Ulugombakia platytarsus är en biart som beskrevs av Baker 2003. Ulugombakia platytarsus ingår i släktet Ulugombakia och familjen långtungebin. Inga underarter finns listade i Catalogue of Life.